# Biela voda (Waag)
Die Biela voda (wörtlich Weißwasser) ist ein 24,5 km langer Fluss im Nordwesten der Slowakei und ein rechter Nebenfluss der Waag.
Der Fluss entsteht im Javorník-Gebirge am Westhang eines südlich vom Berg Stolečný an der Staatsgrenze zu Tschechien verlaufenden Rückens und erreicht zuerst die Siedlung Čerov der Gemeinde Lazy pod Makytou. Dort ändert er seine Richtung vom Südwesten nach Süden und fließt durch die Siedlung Rieka und dann den Hauptort von Lazy pod Makytou. Ab Lúky, wo der rechtsseitige Beňadín zufließt und die Biela voda sich nach Südosten wendet, folgt dem Tal von Biela voda die Bahnstrecke Púchov–Horní Lideč und die Cesta I. triedy 49. Zugleich trennt das Tal die Gebirge Javorníky (nordöstlich) und Weiße Karpaten (südwestlich) voneinander. Hinter dem Zusammenfluss mit dem linksseitigen Petrínovec folgen in schneller Folge die Orte Záriečie und Mestečko und nach einer weiteren Strecke Dohňany. Mittlerweile fließt der Fluss in grob südsüdöstliche Richtung durch das Gebiet der Stadt Púchov, beginnend mit dem Stadtteil Vieska-Bezdedov. Der Zusammenfluss mit der Waag befindet sich zwischen den Stadtteilen Hrabovka (rechtsseitig) und Horné Kočkovce (linksseitig).